# Wir sind die Welle
Wir sind die Welle ist eine deutschsprachige Jugend-Dramaserie von Dennis Gansel, die lose auf dem Roman Die Welle von Morton Rhue aus dem Jahr 1981 basiert. Die Serie erschien am 1. November 2019 weltweit auf dem Video-on-Demand-Dienst Netflix.

## Handlung
Die Serie spielt in der fiktiven deutschen Stadt Meppersfeld und erzählt die Geschichte einer Gruppe von Jugendlichen, die beschließen, gemeinsam gegen gesellschaftliche Missstände zu kämpfen.
Lea, eine Gymnasiastin aus wohlhabendem Elternhaus, ist gelangweilt und frustriert von ihrem begüterten Leben. Sie zweifelt am Lebensentwurf ihrer Eltern, die sich für weltoffen und umweltbewusst halten, und spürt, dass sie selbst mehr tun möchte, um sich für eine bessere Welt einzusetzen. Als dann Tristan, ein neuer Mitschüler, nach Meppersfeld kommt und sich mit den Außenseitern Zazie, Rahim und Hagen anfreundet, ist Leas Interesse geweckt. Geschickt nutzt Tristan die persönlichen Lebensumstände der sehr unterschiedlichen Teenager, um sie auf einen gemeinsamen Kampf gegen Missstände und Ungerechtigkeiten einzuschwören. Rahim und seine Familie beispielsweise werden immer wieder Opfer rassistischer Angriffe. Außerdem droht der Familie der Verlust ihrer Wohnung, weil ein Investor das Gebäude luxussanieren will. Hagens Familie verlor ihre wirtschaftliche Existenz, nachdem der Abfallschlamm einer ortsansässigen Papierfabrik die Felder der Ökolandwirte verseucht hatte. Zazie wird von Mitschülerinnen gemobbt und fühlt sich durch sexistische Geschlechterstereotype, denen sie nicht entspricht, unterdrückt. Nach kurzem Zögern schließt sich auch Lea der Gruppe an, die sich nachmittags auf einem verlassenen Fabrikgelände trifft, um gemeinsam nächste Schritte zu planen.
Angetrieben von Tristan werden die Aktionen der Gruppe, die sich bald „Die Welle“ nennt, immer radikaler und riskanter. Was als idealistischer und spielerischer Aufstand gegen das Establishment beginnt, bekommt schon bald eine bedrohliche Eigendynamik. Zentral ist der Konflikt zwischen Lea, die an friedliche Formen von Protest und Widerstand glaubt, und Tristan, der Leas Optimismus für naiv hält und sich vehement dagegen sträubt, die Gruppe für weitere Mitglieder zu öffnen.
Im Verlauf der Geschichte wird klar, dass Tristan persönliche Motive für seine Radikalität hat und eine terroristische Aktion gegen einen großen Waffenhersteller plant (seine Mutter wurde bei einem Hilfseinsatz in Afrika von Soldaten getötet, die durch illegale Waffenexporte in den Besitz deutscher Waffen gelangt waren). Im Finale kann Lea Tristans Anschlag in letzter Sekunde verhindern. Gleichzeitig gelingt es ihr, mit einer medienwirksamen Aktion den Waffenhersteller, der gegen zahlreiche gesetzliche Auflagen verstoßen hat, empfindlich zu treffen.

## Produktion
Am 18. April 2018 kündigte Netflix die Serie, die damals noch den Arbeitstitel Die Welle trug, im Rahmen seiner Veranstaltung See What’s Next in Rom an. Die Dreharbeiten für die erste Staffel dauerten vom 11. Februar 2019 bis zum 26. Mai 2019, und fanden in Nordrhein-Westfalen und Rheinland-Pfalz statt, u. a. in Köln, Hürth, Leverkusen, Düren, Euskirchen, Neuss, Wuppertal, Solingen, Gelsenkirchen, Remagen, Bonn und Hagen.
Produziert wird die Serie von Rat Pack Filmproduktion in Zusammenarbeit mit Sony Pictures Film und Fernseh Produktion und wird von den Produzenten Christian Becker, den Executive Producern Dennis Gansel, Jan Berger und Peter Thorwarth sowie den Producern Amara Palacios und Eva Gerstenberg verantwortet. Drehbücher stammen von Ipek Zübert, Kai Hafemeister und Thorsten Wettcke unter der Head-Autorenschaft von Jan Berger. Die Regie führen Anca Miruna Lăzărescu und Mark Monheim.

## Episodenliste
| Nr. | Titel                        | Regie                 | Drehbuch                                                                       |
| --- | ---------------------------- | --------------------- | ------------------------------------------------------------------------------ |
| 1   | Kennst Du das Gefühl?        | Anca Miruna Lăzărescu | Jan Berger                                                                     |
| 2   | Was ist los mit Dir?         | Anca Miruna Lăzărescu | Jan Berger, Ipek Zübert                                                        |
| 3   | Was machen wir als Nächstes? | Mark Monheim          | Jan Berger, Kai Hafemeister                                                    |
| 4   | Du zerstörst alles!          | Mark Monheim          | Jan Berger, Kai Hafemeister, Christine Heinlein, Thorsten Wettcke, Ipek Zübert |
| 5   | Die 99 %!                    | Anca Miruna Lăzărescu | Jan Berger, Kai Hafemeister, Thorsten Wettcke, Ipek Zübert                     |
| 6   | Das ist der einzige Weg      | Mark Monheim          | Jan Berger, Kai Hafemeister, Thorsten Wettcke, Ipek Zübert                     |

## Rezeption
Die Veröffentlichung des Trailers wenige Tage vor dem Serienstart sorgte für Kontroversen. So wurde befürchtet, die Serie könnte Linksradikalismus verherrlichen. Den Vorwurf sieht die Süddeutsche Zeitung jedoch entkräftet, da die Protagonisten der Serie zunehmend hinterfragen, „was sie da eigentlich tun“.
Das Presseecho zum Serienstart war gemischt. Der Deutschlandfunk bewertete die Serie als „erfrischend politische Mainstream-Produktion“ und als „wesentlich gelungener als andere deutsche Netflix-Produktionen“. Für eine zweite Staffel gebe es gute Argumente, „wenn man weiter so nah am Puls der Zeit“ bleibe. Der MDR bezeichnete Wir sind die Welle als „originelle und spannend erzählte Serie, die mit viel mehr Frauenfiguren aufwartet als damals der Kinofilm“. Die Berliner Zeitung konstatierte: „Dramaturgisch haben Autoren und Regisseure alles richtig gemacht: Dramatik und Spannung steigen, angetrieben von pulsierenden Elektroklängen, von Folge zu Folge, weil die Aktionen immer riskanter werden“ und stellte fest, der Ausgang biete reichlich Anknüpfungspunkte für eine zweite Staffel. Der Branchendienst Quotenmeter stellte fest, die Serie vermöge „eine ähnliche Sogwirkung zu entfalten wie die Vorlage“ und lobte den erzählerischen Ansatz der Neuadaption: „Denn in einer Zeit, in der die Welt der Fiktion (gefühlt) von Neuauflagen dominiert wird, ist es wohltuend, zu sehen, wenn Kreative im Prinzip nur ausgewählte Elemente, eigentlich sogar nur die Kernidee eines Stoffes nehmen und daraus etwas vollkommen Neues entwickeln.“ Der Zeit-Ableger Ze.tt lobte die Aktualität der Serie und resümierte, man sei als Zuschauer „froh, dass zumindest ein Teil der Welle begreift, wie wenig zielführend die Radikalität ist und stattdessen auf den friedlichen Protest der Masse vertraut. Dadurch gewinnt die Handlung nicht nur an Tiefe, Wir sind die Welle erhält dadurch auch das Potenzial, den heutigen Schulunterricht zu bereichern.“ Die New York Times fasste zusammen, dass die Kurzserie sich mit Spannungen und Leadership in einer Gruppe befasse. Sie gehe aber auch der Frage nach, was passiere, wenn eine Welle ein Tsunami würde.
Die Frankfurter Allgemeine Zeitung hingegen bezeichnete die Handlung in der Serie als „eine Revolte ohne theoretischen Unterbau“, der es bis auf die am Anfang aus dem Off kommende Bemerkung „Ihr hattet alle genug Zeit – und habt sie verschwendet“ an Tiefsinnigkeit mangele. Wir sind die Welle sei ein „sehr deutsches Produkt“ und man müsse im Hinblick auf die vergangenen Verfilmungen des Romans Die Welle konstatieren, dass sie „nach einem halben Jahrhundert endgültig verebbt“ sei. Das Portal Filmstarts machte deutlich, dass die Serie im Gegensatz zum Roman Die Welle einen komplett anderen Ansatz verfolge. Ausgangspunkt sei nicht mehr ein Schulprojekt, sondern der eigene Antrieb von Jugendlichen, sich gegen die herrschenden Missstände aufzulehnen. Das abschließende Fazit bezeichnet die Serie als flach: „Das substanzlose und überkonstruierte Abarbeiten von eigentlich so relevanten Themen lässt die Wirkung des vielversprechenden Stoffes aber schnell verpuffen.“ Die Stuttgarter Nachrichten attestierten der Serie das Fehlen von Eigendynamik und Entschlossenheit. Auch die Programmzeitschrift TV Spielfilm urteilte negativ; die Serie sei die „spektakulär gescheiterte Umsetzung einer tollen Idee“. Zwar habe der Auftakt Potenzial, jedoch laufe mit Folge vier „nicht nur die Welle aus dem Ruder, sondern auch die Serie“. Am Ende sei die Serie „weniger Die Welle 2019 als eine radikalisierte Version von Die Lümmel von der ersten Bank“.

## Preise
- 2020: Nominierung für den Grimme-Preis in der Kategorie Kinder und Jugend[17]

## Trivia
- In der Serienwelt existiert eine fiktive Partei namens NfD, deren Logo an das der AfD angelehnt ist. Der Schriftzug ist weiß auf blauem Grund und hat als Hintergrund einen roten Oberarm. Dies erregte, insbesondere in Kreisen der AfD, Kritik an der politischen Ausrichtung der Serie.[18][19] Die Rede des NfD-Bürgermeisterkandidaten, die gleich zu Beginn der ersten Folge gezeigt wird, ist stark an eine Rede angelehnt, die der AfD-Bundestagsabgeordnete Markus Frohnmaier im Oktober 2015 in Erfurt hielt.[20] Frohnmaier sagte damals unter anderem: „Wenn wir kommen, dann wird aufgeräumt, dann wird ausgemistet, dann wird wieder Politik für das Volk und nur für das Volk gemacht – denn wir sind das Volk, liebe Freunde!“[21]
- Die Geschichte um den Biohof der Familie Lemmart beruht ebenfalls auf einem realen Hintergrund. So wurden zwischen 2005 und 2008 große Mengen giftiger Papierschlämme als Kompost deklariert an badische Bauern ausgeliefert und auf deren Äckern ausgebracht. Dadurch wurde das Grundwasser durch Schadstoffe erheblich belastet.[22]
- Auch die Rechtsverstöße des fiktiven Waffenkonzerns sind an einen wahren Hintergrund angelehnt: 2019 verurteilte das Stuttgarter Landgericht zwei ehemalige Mitarbeiter des Waffenherstellers Heckler & Koch wegen illegaler Waffenexporte zu Bewährungsstrafen und den Konzern selbst zu einer hohen Geldstrafe.[23]
- Für den Showdown der Episode „Die 99 %“ wurde auf einem Teilstück des stillgelegten Autobahndreiecks Jackerath eine der aufwändigsten Stuntszenen der deutschen Filmgeschichte gedreht. In zwei aufeinanderfolgenden Nächten wurde für die Szene, in der die fünf Mitglieder der Welle zu Fuß eine Autobahn überqueren, fünfspuriger Autobahnverkehr in zwei Fahrtrichtungen simuliert. Dabei waren zwei Stuntkoordinatoren, sechs Stuntfahrer und 30 Komparsenfahrzeuge, darunter zwei LKW, im Einsatz. Auf Stuntdoubles wurde vollständig verzichtet, die Schauspieler spielten die Szene ausschließlich selbst. Die beiden Regisseure Anca Miruna Lăzărescu und Mark Monheim inszenierten die Sequenz gemeinsam, wobei Lăzărescu die Darsteller inszenierte und Monheim die Action-Regie übernahm.[24]
- Das von der schwedischen Schülerin Greta Thunberg ins Leben gerufene Aktionsbündnis Fridays for Future, auf deren Aktionen in einigen Kritiken zur Serie Bezug genommen wird, entwickelte sich erst Anfang 2019 zum globalen Phänomen. Der erste bundesweite Schulstreik fand Ende Januar 2019 und der erste globale Klimastreik am 15. März 2019 statt.[25] Die Serie hingegen war bereits im April 2018 angekündigt worden.
- Einer der Drehorte war die Papierfabrik von FS Karton in Neuss.[26]